# Comté d'Okeechobee
Pour les articles homonymes, voir Okeechobee.
Le comté d'Okeechobee (Okeechobee County) est un comté situé dans l'État de Floride, aux États-Unis. En 2020, la population était estimée à 39 644 habitants. Son siège est Okeechobee. Le comté a été fondé en 1917 et doit son nom au lac Okeechobee, qui doit lui-même son nom des mots Hitchitis Oka (eau) et chobi (grand).

## Comtés adjacents
- Comté d'Indian River (nord-est)
- Comté de Martin (est)
- Comté de Sainte-Lucie (est)
- Comté de Palm Beach (sud-est)
- Comté de Glades (sud-ouest)
- Comté de Hendry (sud-ouest)
- Comté de Highlands (ouest)
- Comté de Polk (nord-ouest)
- Comté d'Osceola (nord-ouest)

## Principales villes
- Okeechobee
- Basinger

## Démographie
| Groupe            | Comté d'Okeechobee | Floride | États-Unis |
| ----------------- | ------------------ | ------- | ---------- |
| Blancs            | 77,5               | 75,0    | 72,4       |
| Autres            | 10,8               | 3,7     | 6,4        |
| Afro-Américains   | 8,0                | 16,0    | 12,6       |
| Métis             | 1,9                | 2,5     | 2,9        |
| Amérindiens       | 1,0                | 0,4     | 0,9        |
| Asiatiques        | 0,9                | 2,4     | 4,8        |
| Total             | 100                | 100     | 100        |
|                   |                    |         |            |
| Latino-Américains | 23,9               | 22,5    | 16,7       |

| 1920  | 1930  | 1940  | 1950  | 1960  | 1970   |
| ----- | ----- | ----- | ----- | ----- | ------ |
| 2 132 | 4 129 | 3 000 | 3 454 | 6 424 | 11 233 |

| 1980   | 1990   | 2000   | 2010   | - | - |
| ------ | ------ | ------ | ------ | - | - |
| 20 264 | 29 627 | 35 910 | 39 996 | - | - |